# احتلال ألمانيا النازية لبيلاروسيا

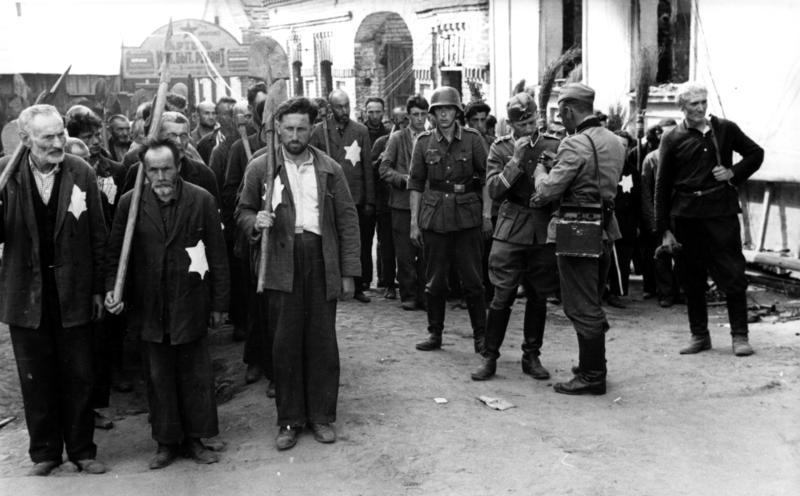
تجمع موغيليف لسحب اليهود للعمل القسري، يوليو 1941

بدأ احتلال ألمانيا النازية لبيلاروسيا مع الغزو الألماني للاتحاد السوفيتي في 22 يونيو 1941 (عملية بارباروسا) وانتهى في أغسطس 1944 مع عملية باغراتيون السوفيتية. أصبحت الأجزاء الغربية من جمهورية بيلاروسيا الاشتراكية السوفيتية (اعتبارًا من عام 1940) جزءًا من مفوضية الرايخ أوستلاند في عام 1941، ولكن في عام 1943 سمحت السلطات الألمانية للمتعاونين المحليين بإنشاء دولة عميلة، هي رادا البيلاروسية الوسطى، والتي استمرت حتى تحرير السوفييت. المنطقة.

## خلفية
يدرس التأريخ السوفياتي والبيلاروسي موضوع الاحتلال الألماني في سياق بيلاروسيا المعاصرة، التي تُعتبر جمهورية بيلوروسيا الاشتراكية السوفيتية (BSSR)، وهي جمهورية تأسيسية للاتحاد السوفيتي في حدود عام 1941 ككل. تأريخ البولندية يصر على معاملة خاصة، وحتى منفصلة للأراضي الشرقية لبولندا في حدود عام 1921 (الملقب " Kresy Wschodnie " المسمى غرب بيلاروسيا)، والتي تم دمجها في أراضي بولندا التي ضمها الاتحاد السوفيتي بعد غزو السوفيت بولندا في 17 سبتمبر 1939. تعرض أكثر من 100.000 شخص من خلفيات عرقية مختلفة، معظمهم من البولنديين واليهود في غرب بيلاروسيا =، للسجن أو الإعدام أو نقلهم إلى الاتحاد السوفيتي من قبل السلطات السوفيتية قبل الغزو الألماني. قتلت المفوضية الشعبية للشؤون الداخلية (الشرطة السرية السوفيتية) أكثر من 1000 سجين في يونيو ويوليو 1941، على سبيل المثال، في Chervyen Hlybokaye وVileyka. أثارت هذه الجرائم مشاعر معادية للشيوعية لدى سكان بيلاروسيا واستخدمتها الدعاية النازية المعادية للسامية.

## غزو
بعد عشرين شهرًا من الحكم السوفيتي في غرب بيلاروسيا وأوكرانيا الغربية، غزت ألمانيا النازية وحلفاؤها في المحور الاتحاد السوفيتي في 22 يونيو 1941. عانت شرق بيلاروسيا بشدة خلال القتال والاحتلال الألماني. في أعقاب معارك تطويق دموية، احتل الألمان جميع أراضي روسيا البيضاء الحالية بحلول نهاية أغسطس 1941. نظرًا لأن بولندا تعتبر ضم الاتحاد السوفيتي غير قانوني، فإن غالبية المواطنين البولنديين لم يطلبوا الحصول على الجنسية السوفيتية من عام 1939 إلى عام 1941، ونتيجة لذلك، كان المواطنون البولنديون تحت الاحتلال السوفيتي والنازي بعده.

## احتلال

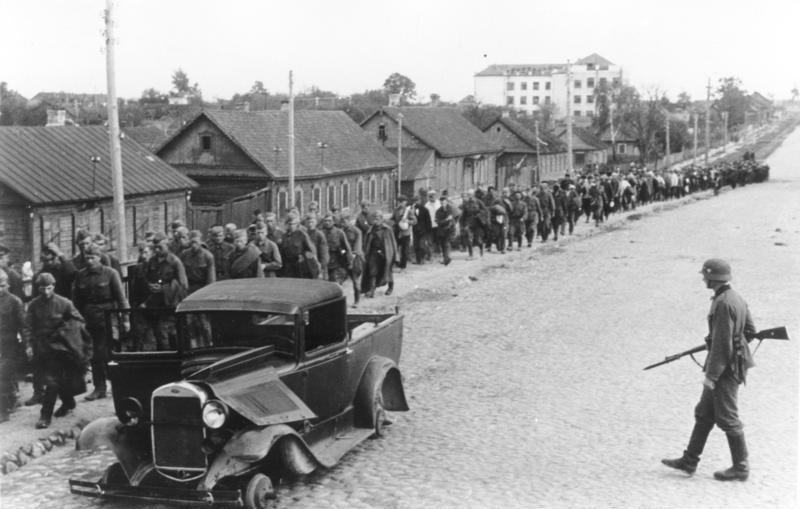
يسير عمود من أسرى الحرب السوفيت الذين تم القبض عليهم بالقرب من مينسك

في الأيام الأولى للاحتلال، ظهرت حركة حزبية سوفييتية قوية ومنسقة تنسيقاً جيداً. مختبئين في الغابة والمستنقعات، ألحق الثوار أضرارًا كبيرة بخطوط الإمداد والاتصالات الألمانية، مما أدى إلى تعطيل مسارات السكك الحديدية والجسور وأسلاك التلغراف ومهاجمة مستودعات الإمداد ومكبات الوقود ووسائل النقل والكمائن لجنود المحور. في واحدة من أنجح أعمال التخريب الحزبي في الحرب العالمية الثانية بأكملها، تم تدمير ما يسمى بتحويل أسيبوفيتشي في 30 يوليو 1943، وتم تدمير أربعة قطارات ألمانية مزودة بإمدادات ودبابات تايجر. لمحاربة النشاط الثوري، كان على الألمان سحب قوات كبيرة وراء خط المواجهة. في 22 يونيو 1944، تم إطلاق عملية باغراتيون الهجومية الاستراتيجية السوفيتية الضخمة، واستعادة في نهاية المطاف كل روسيا البيضاء بحلول نهاية أغسطس.

## جرائم حرب
فرضت ألمانيا نظامًا وحشيًا، حيث قامت بترحيل حوالي 380,000 شخص بسبب العمل العبيد، وقتلت مئات الآلاف من المدنيين. كان من المقرر إبادة السكان للاستعمار الألماني. تم تدمير ما لا يقل عن 5,295 مستوطنة بيلاروسية على أيدي النازيين وقتل بعض أو جميع سكانها (من بين 9,200 مستوطنة أُحرقت أو دُمرت بطريقة أخرى في بيلاروسيا خلال الحرب العالمية الثانية). تم إبادة أكثر من 600 قرية مثل خاتين بكامل سكانها. في المجموع، قُتل أكثر من مليون شخص في بيلاروسيا خلال سنوات الاحتلال الألماني الثلاث. 
كشفت دراسة أجريت عام 2017 أن «الهجمات الثورية السوفيتية ضد الموظفين الألمان أثارت أعمال انتقامية ضد المدنيين ولكن الهجمات ضد السكك الحديدية كان لها تأثير معاكس. حيث ركز الثوار على تعطيل خطوط الإمداد الألمانية بدلاً من قتل الألمان، أجرت قوات الاحتلال عددًا أقل من الأعمال الانتقامية وأحرقت عددًا أقل من المنازل وقتلت عددًا أقل من الناس.» 

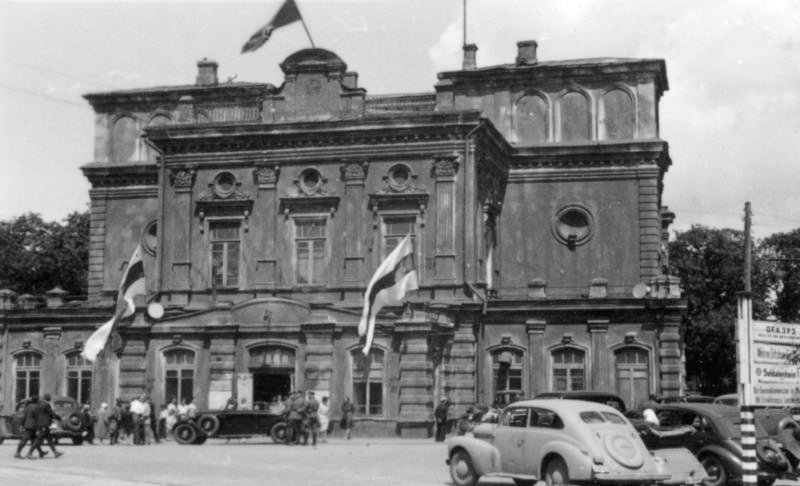
البيلاروسية الوسطى رادا، مينسك، يونيو 1943.

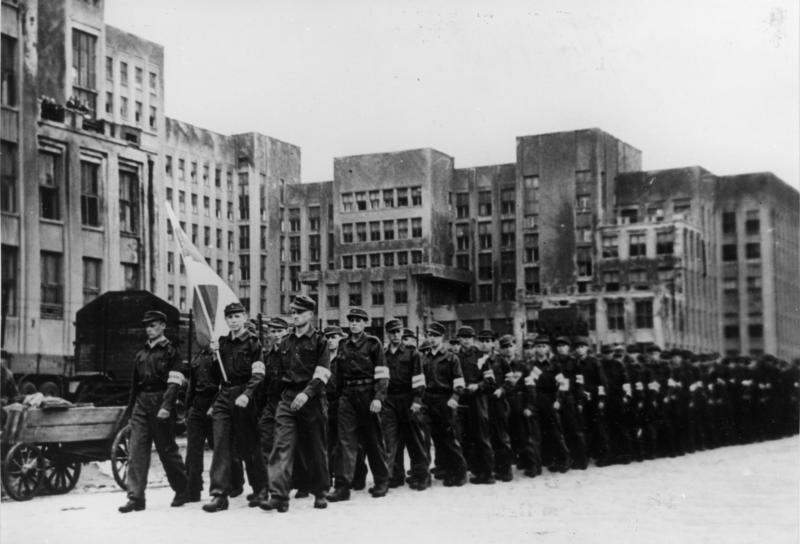
المتعاونون مع الألمان وزارة الدفاع البيلاروسية، مينسك، يونيو 1944.

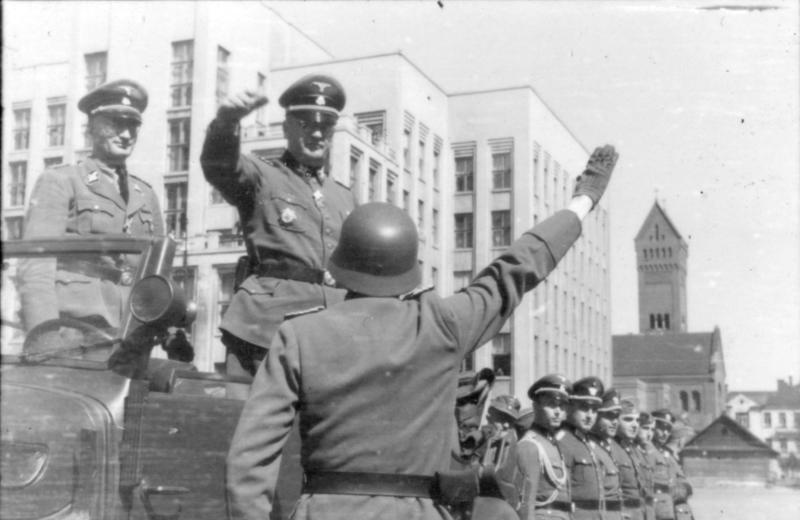
إريش فون ديم باخ زيليفسكي وشرطة النظام، مينسك، كاليفورنيا. 1943

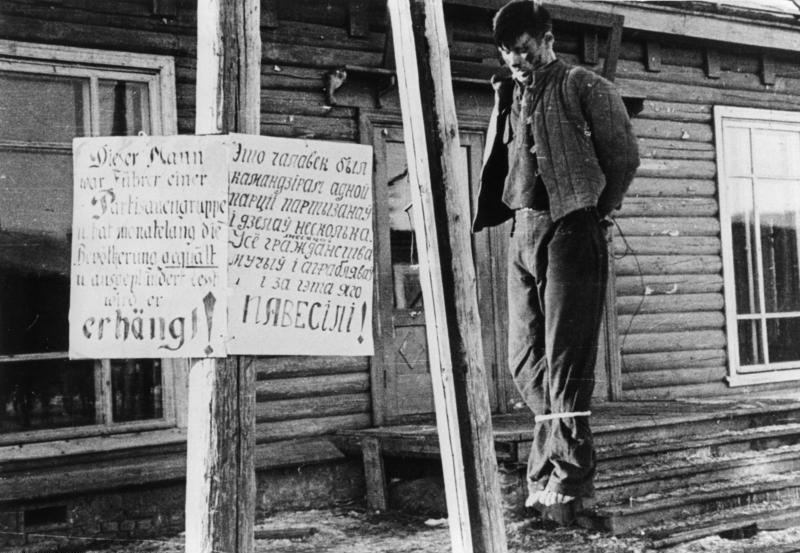
شنق عضو في المقاومة البيلاروسية، مينسك، 1942/1943.

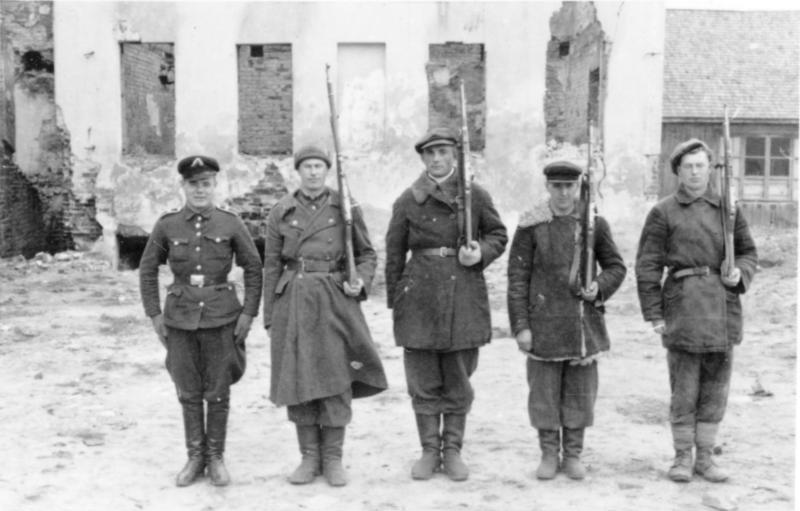
الشرطة البيلاروسية المساعدة، موجيلوف ، مارس 1943.

### الوحدات النازية

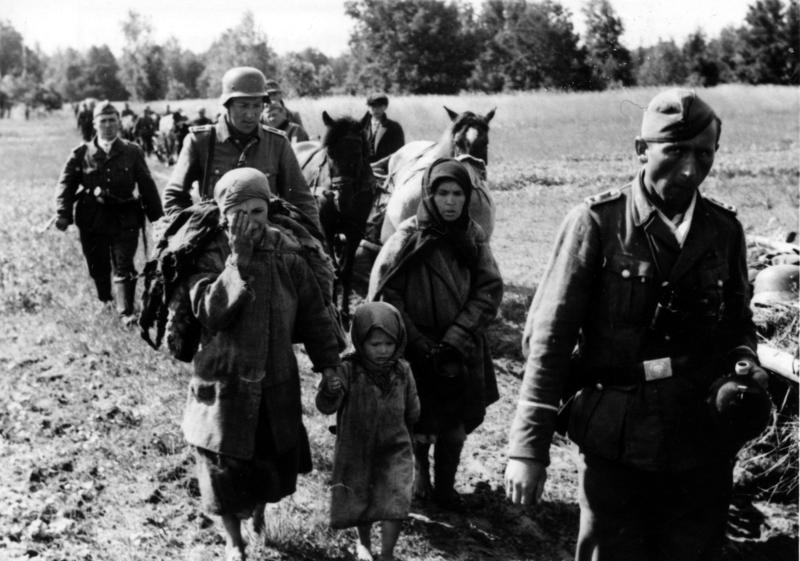
14th Waffen Grenadier Division of SS Galicia (1st الأوكرانية)، صيف عام 1943

- الفرقة 14 Waffen Grenadier من SS Galicia (الأوكرانية الأولى)
- الفرقة Waffen Grenadier الـ 29 التابعة لـ SS RONA (الروسية الأولى)
- 30th Waffen Grenadier Division of the SS (1st Belarussian)
- 30th Waffen Grenadier Division of the SS (2nd Russian)
- 36 Waffen Grenadier Division of the SS
- وحدات القتل المتنقلة
- تنظيم القوميين الأوكرانيين
- شرطة بيلوروسيا المساعدة

### أفراد النازية البارزين
- إريك فون ديم باخ زيليفسكي
- غوستافس سيلميش
- أوسكار ديليوانجر
- كيرت فون جوتبرج
- Konrāds Kalējs
- برونيسلاف كامينسكي
- فيلهلم كوب
- أنتوني ساونيوك

## المحرقة
كان أكبر حي يهودي في بيلاروسيا السوفيتية قبل انتهاء الحرب العالمية الثانية هو حي اليهود في مينسك. تقريبًا، قُتل جميع اليهود تقريبًا الذين كانوا يقطنون في بيلاروسيا ولم يخلوا شرقًا قبل تقدم ألمانيا أثناء الهولوكوست بالرصاص. يمكن العثور على قائمة الأحياء اليهودية التي تم القضاء عليها في بولندا النازية السوفيتية الممتدة شرقًا باتجاه الحدود مع بيلاروسيا السوفيتية في الألواح اليهودية في مقال بولندا التي تحتلها ألمانيا.

## ما بعد الاحتلال
في وقت لاحق من عام 1944، تم إسقاط 30 من البيلاروسيين المدربين من ألمانيا خلف خط الجبهة السوفيتية لإثارة الفوضى. كانت تعرف باسم «asorny Kot» («القطة السوداء») بقيادة Michał Vituška. كان لديهم بعض النجاح الأولي بسبب عدم التنظيم في الحرس الخلفي للجيش الأحمر. انحدرت وحدات بيلاروسية أخرى عبر غابة بياوفيجا واندلعت حرب عصابات واسعة النطاق في عام 1945. لكن المفوضية الشعبية للشؤون الداخلية اخترقت هذه الوحدات وحيدتها حتى عام 1957.
في المجموع، فقدت بيلاروسيا ربع سكانها قبل الحرب في الحرب العالمية الثانية، بما في ذلك جميع النخبة الفكرية. تم تدمير حوالي 9200 قرية و120000 منزل. فقدت المدن الرئيسية في مينسك وفيتيبسك أكثر من 80٪ من المباني والبنية التحتية للمدينة. للدفاع ضد الألمان، والإصرار أثناء الاحتلال الألماني، منحت العاصمة مينسك لقب مدينة بطلة بعد الحرب. منحت قلعة بريست لقب قلعة بطلة.

### اشخاص
- Radasłaŭ Astroŭski
- بيوتر مشيروف
- ميكا فيتوتشكا